# 時角
時角（じかく、英: hour angle）とは、天文学で天球上での天体の位置を表すのに用いられる値の一つ。ある天体の時角 {\displaystyle h} は、その観測位置での地方恒星時 (LST) と天体の赤経 ({\displaystyle \alpha }) との差で定義される。
{\displaystyle h=LST-\alpha }
よって天体の時角は、天体がその観測地の子午線を通過してから恒星時で何時間経過したかを表している。言い換えれば、時角は天体と子午線との角距離を時間（1時間 = 15度）を単位に表したものである。
例えば、ある天体の時角が4時30分である時、その天体はその観測地での子午線を4時間30分前に通過しており、現在は子午線から西方向へ67.5度の位置にあることになる。時角が負の値の場合は次の子午線通過までの時間を表す。時角が0の場合はその天体が現在ちょうど子午線上にあることを示す。